# Esteban Fernández
Esteban Javier Fernández (Pablo Podestá, Buenos Aires; 6 de enero de 2002) es un futbolista argentino que juega de mediocampista. Actualmente milita en el Arsenal de Sarandí de la Primera Nacional de Argentina.

## Trayectoria

### River Plate
Jugó en las divisiones inferiores de River Plate desde los ocho años de edad. Fue jugador y capitán del equipo de reserva y firmó contrato con el club hasta el 31 de diciembre de 2024. Sin tener su debut en primera división, jugó con el primer equipo en el partido amistoso disputado con Universidad de Chile en Salta en 2023.

### Newell's Old Boys
En agosto de 2023 fue cedido a Newell's Old Boys por 18 meses con opción de compra y sin repesca.

### Arsenal de Sarandí
En febrero de 2025 llegó libre a Arsenal.

## Estadísticas

### Clubes
| Club | Div.                | Temporada           | Liga         | Liga         | Liga         | Copas Nacionales (1) | Copas Nacionales (1) | Copas Nacionales (1) | Copas Internacionales (2) | Copas Internacionales (2) | Copas Internacionales (2) | Total | Total | Total  | Medida goleadora(3) |
| Club | Div.                | Temporada           | Part.        | Goles        | Asist.       | Part.                | Goles                | Asist.               | Part.                     | Goles                     | Asist.                    | Part. | Goles | Asist. | Medida goleadora(3) |
| --- | ------------------- | ------------------- | ------------ | ------------ | ------------ | -------------------- | -------------------- | -------------------- | ------------------------- | ------------------------- | ------------------------- | ----- | ----- | ------ | ------------------- |
| Newell's Old Boys Argentina | 1.ª                 | 2023                | Inexistentes | Inexistentes | Inexistentes | 0                    | 0                    | 0                    | Inexistentes              | Inexistentes              | Inexistentes              | 0     | 0     | 0      | 0,00                |
| Newell's Old Boys Argentina | 1.ª                 | 2024                | 3            | 0            | 0            | 6                    | 2                    | 0                    | Inexistentes              | Inexistentes              | Inexistentes              | 9     | 2     | 0      | 0,22                |
| Newell's Old Boys Argentina | Total club          | Total club          | 3            | 0            | 0            | 6                    | 2                    | 0                    | 0                         | 0                         | 0                         | 9     | 2     | 0      | 0,22                |
| Arsenal Argentina | 2.ª                 | 2025                | 21           | 2            | 0            | Inexistentes         | Inexistentes         | Inexistentes         | Inexistentes              | Inexistentes              | Inexistentes              | 21    | 2     | 0      | 0,09                |
| Arsenal Argentina | Total club          | Total club          | 21           | 2            | 0            | 0                    | 0                    | 0                    | 0                         | 0                         | 0                         | 21    | 2     | 0      | 0,09                |
| Total en su carrera | Total en su carrera | Total en su carrera | 24           | 2            | 0            | 6                    | 2                    | 0                    | 0                         | 0                         | 0                         | 30    | 4     | 0      | 0,13                |
| (1) Las copas nacionales se refiere a la Copa Argentina y la Copa de la Liga Profesional. (2) Las copas internacionales se refiere a la Copa Libertadores y la Copa Sudamericana. (3) Media de goles por encuentro. No incluye goles en partidos amistosos. |                     |                     |              |              |              |                      |                      |                      |                           |                           |                           |       |       |        |                     |